# 糖アルカロイド

代表例である α-ソラニン

糖アルカロイド（とうアルカロイド、Glycoalkaloid）は、主にナス科の植物に含まれる毒物の種類である。

## 解説
ジャガイモに含まれるソラニンやソラマメに含まれるビシンが代表例である。糖アルカロイドのアルカロイド部分は、一般にアグリコンとも呼ばれる。糖アルカロイドそのままでは消化器でほとんど吸収されず、胃腸の炎症を引き起こす。アグリコンは吸収され、神経系兆候に関わっていると考えられている。味は苦く、口の裏側と舌の側面に焼けたような炎症を起こす。
Lane Labs USA Inc.では、皮膚がんの予防のために糖アルカロイドを基にした薬品を販売していたが、未承認薬として2004年にアメリカ食品医薬品局によって禁止された。類似の糖アルカロイドのゲルは、現在も皮膚剥脱用として販売されている。